# Droga krajowa B260 (Niemcy)
Droga krajowa 260 (niem. Bundesstraße 260, B 260) – niemiecka droga krajowa w zachodniej części Niemiec, przebiegająca ze wschodu na zachód, przez kraje związkowe: Nadrenię Palatynat oraz Hesję. Rozpoczyna się w nadreńskim Lahnstein przy skrzyżowaniu z drogą krajową B42 a kończy w heskim Niederwalluf także skrzyżowaniem z drogą krajową B42. Stanowi alternatywną trasę dla części niemieckiej drogi krajowej B42. Jej długość wynosi ok. 64 km. 